# Emil Franzel
Emil Franzel (* 29. Mai 1901 in Haan bei Dux in Böhmen, Österreich-Ungarn; † 29. Juni 1976) war ein deutscher Historiker, Journalist, Buchautor und sudetendeutscher Politiker.

## Leben
Franzel studierte Geschichte, Germanistik, Geographie und Staatswissenschaften. 1925 erlangte er das Staatsexamen und wurde promoviert. Von 1924 bis 1937 war er freier Schriftsteller, bis 1937 gehörte er der Deutschen Sozialdemokratischen Arbeiterpartei in der Tschechoslowakei an und publizierte teilweise unter dem Pseudonym Karl von Boeheim. 1936 übernahm er das Prager Volksbildungshaus Urania.
Ab 1939 war er im deutsch besetzten Prag Bibliothekar am  Böhmischen Landesmuseum und Geschichtslehrer an der Prager Polizeischule. Im Juli 1941 wurde er zur Schutzpolizei-Reserve eingezogen, die der SS unterstellt war.
Franzel war nach Krieg und Vertreibung der Deutschen aus der Tschechoslowakei u. a. Mitglied der katholischen Ackermann-Gemeinde und ein wichtiger und meinungsgebender Vertreter der sudetendeutschen Nachkriegspublizistik. In seinen historischen Veröffentlichungen blieb er begrifflich auch nach dem Zweiten Weltkrieg in der „Herrenvolk“-Rhetorik verhaftet; so ist etwa in seiner Sudetendeutschen Geschichte von 1958 von einer möglichen „Übereinanderschichtung von Herrenvölkern und Niedervölkern“ in Bezug auf die Vor- und Frühgeschichte Böhmens und Mährens die Rede. Beruflich war er von 1951 bis zur Pensionierung 1963 Mitarbeiter der Bayerischen Staatsbibliothek in München. Von 1953 bis 1963 war er Ministerialbeauftragter für das staatliche Büchereiwesen in Bayern. 
Er war Gründungsmitglied der Sudetendeutschen Landsmannschaft und des Sudetendeutschen Rates. 1962 erhielt er den sudetendeutschen Förderpreis. 1968 wurde er mit dem Konrad-Adenauer-Preis der Deutschland-Stiftung ausgezeichnet.
Er war seit dem Sommersemester 1951 Mitglied der katholischen Studentenverbindung KBStV Rhaetia München.

## Publikationen (Auswahl)
- König Heinrich VII. von Hohenstaufen. Diss. phil. Prag 1929.
- Erik Falkner (Pseudonym): Der letzte Sommer. Roman. Illustrationen G. H. Trapp. Bratislava : Prager, 1934
- Abendländische Revolution : Geist und Schicksal Europas, Bratislava : Prager, 1936
- Geschichte unserer Zeit 1870–1950. München 1952.
- Sudetendeutsche Geschichte. Augsburg 1958.
- Der Donauraum im Zeitalter des Nationalitätenprinzips (1789–1918). München 1958.
- Sehnsucht nach den alten Gassen. Wien 1964.
- Franz Ferdinand d’Este. Leitbild einer konservativen Revolution. Wien 1964.
- Die Vertreibung. Sudetenland 1945/1946. Bad Nauheim 1967.
- Die Sudetendeutschen. Siedlungsraum, Wesen und Geschichte der Volksgruppe. Eckartschriften Heft 25, ÖLM, Wien 1968.
- Geschichte des deutschen Volkes. Von den Germanen bis zur Teilung nach dem Zweiten Weltkrieg. München 1973.

## Zeitschriftenbeiträge (Auswahl)
- Die geistigen Arbeiter und der Kampf gegen den Faschismus. In: Internationales ärztliches Bulletin, Prag, 1. Jg. (1934), Heft 3–4 (März–April), S. 50–53 Digitalisat